# Holcomb, Kansas
Holcomb är en stad i Finney County i den amerikanska delstaten Kansas. Staden har en yta av 3,5 kvadratkilometer och en folkmängd som uppgår till 2 245 invånare (2020).

## 'Med kallt blod' (1966)
Holcomb blev rikskänt efter publiceringen av Truman Capotes bästsäljande dokumentärroman Med kallt blod  från 1966. Boken handlar om de brutala morden på familjen Clutter som skedde den 15 november 1959.

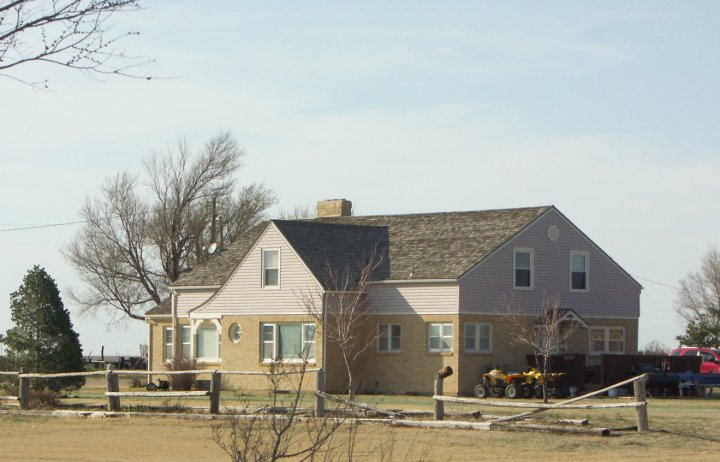
Familjen Clutters hem 2009.